# Schweiz i olympiska sommarspelen 2012
Schweiz deltog i de olympiska sommarspelen 2012 som ägde rum i London i Storbritannien mellan den 27 juli och den 12 augusti 2012.

## Medaljörer
| Medalj | Namn          | Sport     | Gren                    |
| ------ | ------------- | --------- | ----------------------- |
| Guld   | Nicola Spirig | Triathlon | Damernas triathlon      |
| Guld   | Steve Guerdat | Ridsport  | Individuell banhoppning |
| Silver | Roger Federer | Tennis    | Herrarnas singel        |
| Silver | Nino Schurter | Cykling   | Herrarnas terränglopp   |

## Badminton
- Huvudartikel: Badminton vid olympiska sommarspelen 2012

| Spelare        | Gren      | Gruppnivå                     | Gruppnivå                    | Gruppnivå         | Gruppnivå        | Eliminering       | Kvartsfinal       | Semifinal         | Final / brons     | Final / brons |
| Spelare        | Gren      | Motståndare Poäng             | Motståndare Poäng            | Motståndare Poäng | Placering        | Motståndare Poäng | Motståndare Poäng | Motståndare Poäng | Motståndare Poäng | Placering     |
| -------------- | --------- | ----------------------------- | ---------------------------- | ----------------- | ---------------- | ----------------- | ----------------- | ----------------- | ----------------- | ------------- |
| Sabrina Jaquet | Damsingel | S Nehwal (IND) L (9–21, 4–21) | L Tan (BEL) L (16–21, 16–21) | 3                 | Gick inte vidare | Gick inte vidare  | Gick inte vidare  | Gick inte vidare  | Gick inte vidare  |               |

## Brottning
- Huvudartikel: Brottning vid olympiska sommarspelen 2012

Herrar, grekisk-romersk stil
| Brottare       | Gren   | Kvalomgång           | Åttondelsfinal        | Kvartsfinal          | Semifinal            | Återkval 1           | Återkval 2           | Final / brons        | Final / brons |
| Brottare       | Gren   | Motståndare Resultat | Motståndare Resultat  | Motståndare Resultat | Motståndare Resultat | Motståndare Resultat | Motståndare Resultat | Motståndare Resultat | Placering     |
| -------------- | ------ | -------------------- | --------------------- | -------------------- | -------------------- | -------------------- | -------------------- | -------------------- | ------------- |
| Pascal Strebel | -66 kg | BYE                  | Tskhadaia (GEO) L 0–3 | Gick inte vidare     | Gick inte vidare     | Gick inte vidare     | Gick inte vidare     | Gick inte vidare     | 15            |

## Bågskytte
- Huvudartikel: Bågskytte vid olympiska sommarspelen 2012

| Bågskytt        | Gren                   | Ranking-runda | Ranking-runda | 32-delsfinal            | Sextondelsfinal   | Åttondelsfinal    | Kvartsfinal       | Semifinal         | Final             | Final            |
| Bågskytt        | Gren                   | Poäng         | Seedning      | Motståndare Poäng       | Motståndare Poäng | Motståndare Poäng | Motståndare Poäng | Motståndare Poäng | Motståndare Poäng | Placering        |
| --------------- | ---------------------- | ------------- | ------------- | ----------------------- | ----------------- | ----------------- | ----------------- | ----------------- | ----------------- | ---------------- |
| Axel Müller     | Herrarnas individuella | 633           | 62            | Oh J-h (KOR) (3) L 3–7  | Gick inte vidare  | Gick inte vidare  | Gick inte vidare  | Gick inte vidare  | Gick inte vidare  | Gick inte vidare |
| Nathalie Dielen | Damernas individuella  | 528           | 62            | Tan Y-t (TPE) (3) L 4–6 | Gick inte vidare  | Gick inte vidare  | Gick inte vidare  | Gick inte vidare  | Gick inte vidare  | Gick inte vidare |

## Cykling
- Huvudartikel: Cykling vid olympiska sommarspelen 2012

### Landsväg

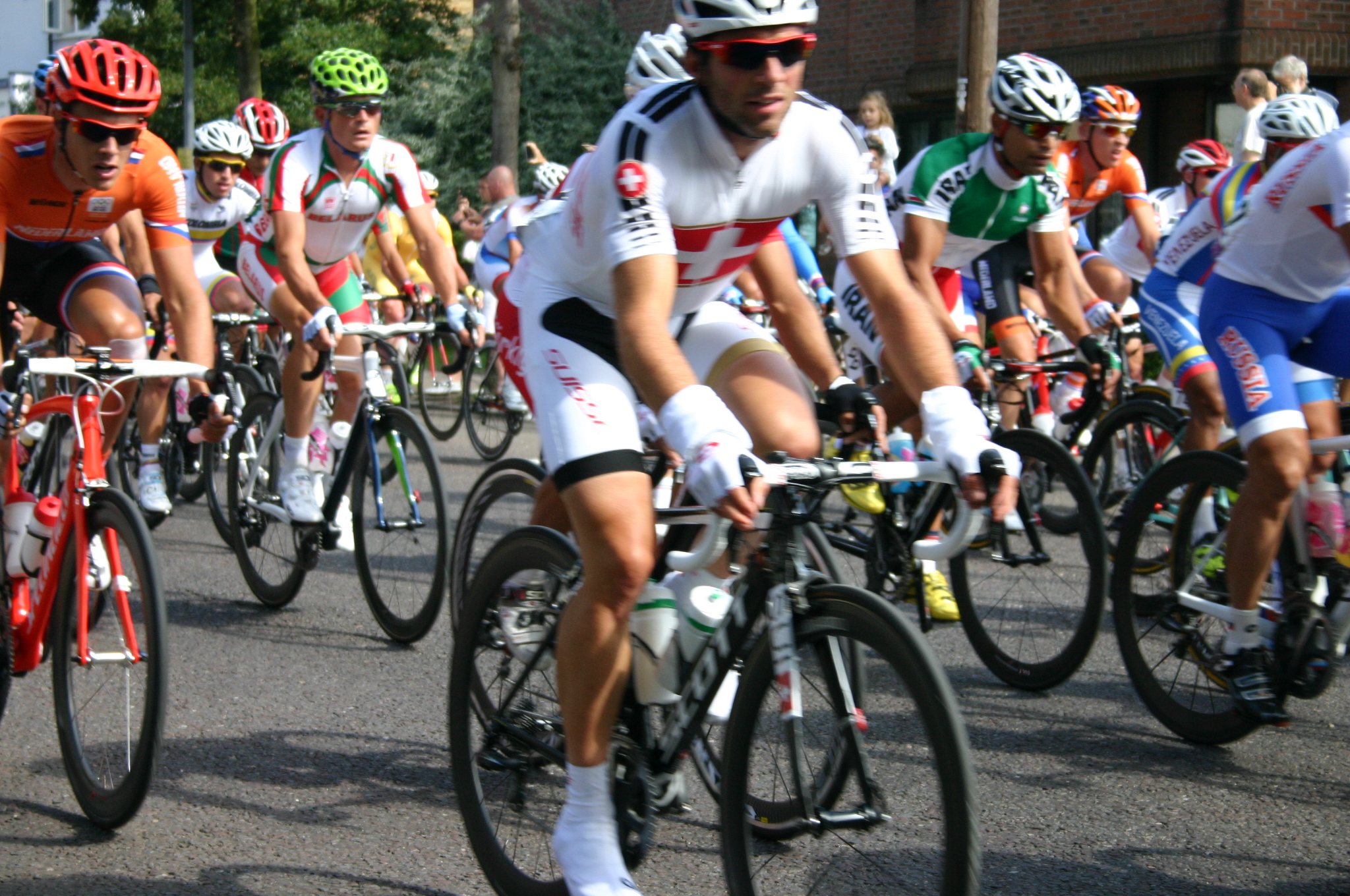
En schweizisk cyklist i herrarnas lopp

| Cyklist           | Gren              | Tid      | Placering |
| ----------------- | ----------------- | -------- | --------- |
| Michael Albasini  | Linjelopp, herrar | 5:46:47  | 96        |
| Michael Albasini  | Linjelopp, herrar | 56:38.38 | 30        |
| Fabian Cancellara | Linjelopp, herrar | 5:51:40  | 106       |
| Fabian Cancellara | Tempolopp, herrar | 52:53.71 | 7         |
| Martin Elmiger    | Linjelopp, herrar | 5:46:37  | 37        |
| Gregory Rast      | Linjelopp, herrar | 5:46:05  | 8         |
| Michael Schär     | Linjelopp, herrar | 5:46:37  | 87        |

### Mountainbike

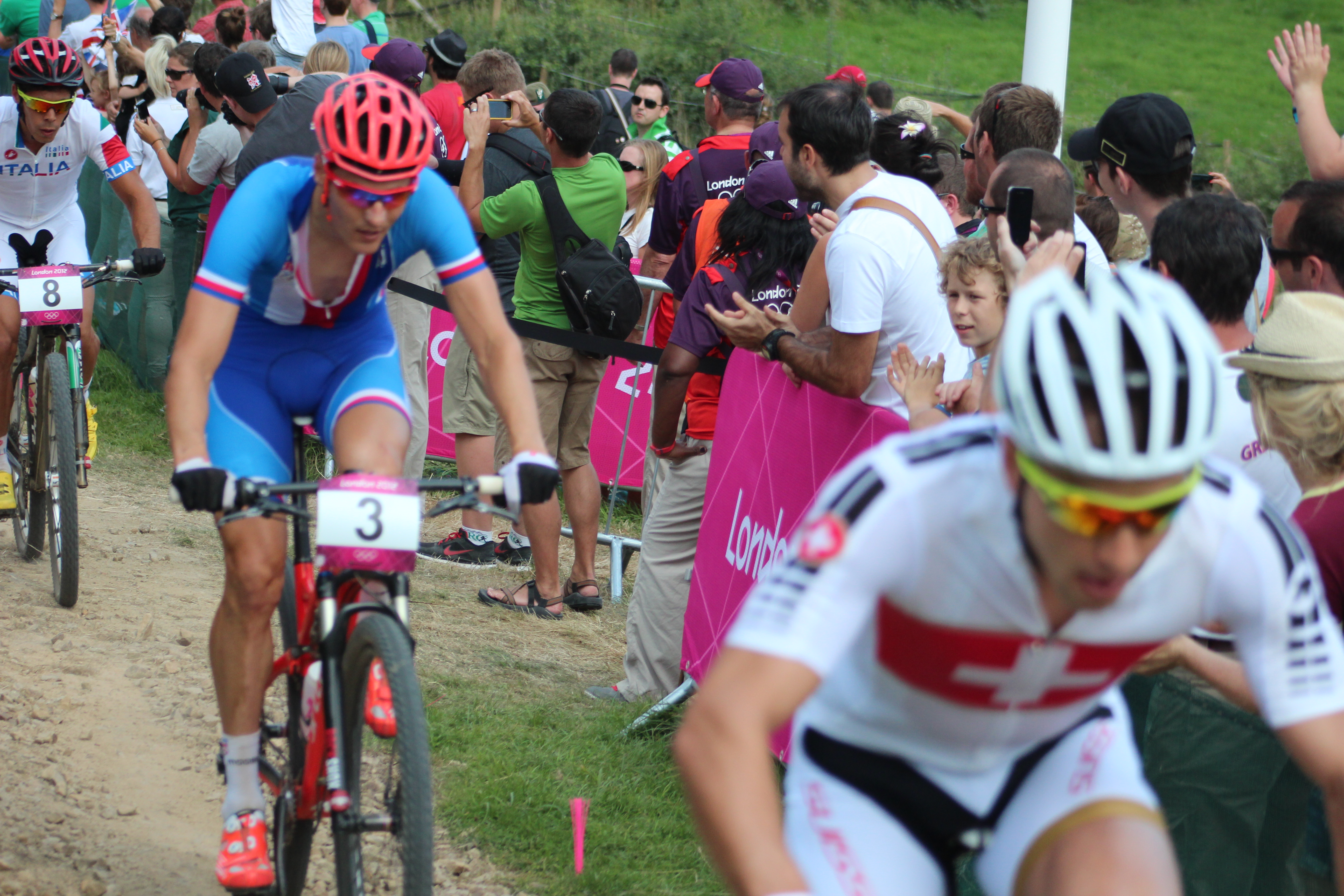
Schweiziske Nino Schurter och tjeckiske Jaroslav Kulhavý i herrarnas lopp.

| Cyklist        | Gren                | Tid     | Placering |
| -------------- | ------------------- | ------- | --------- |
| Ralf Näf       | Terränglopp, herrar | 1:32:58 | 18        |
| Nino Schurter  | Terränglopp, herrar | 1:29:08 | 2         |
| Florian Vogel  | Terränglopp, herrar | 1:34:36 | 25        |
| Katrin Leumann | Terränglopp, damer  | 1:38:23 | 19        |
| Esther Süss    | Terränglopp, damer  | 1:32:46 | 5         |

### BMX
| Cyklist            | Gren        | Seedning | Seedning  | Kvartsfinal | Kvartsfinal | Semifinal | Semifinal | Final            | Final            |
| Cyklist            | Gren        | Resultat | Placering | Poäng       | Placering   | Poäng     | Placering | Resultat         | Placering        |
| ------------------ | ----------- | -------- | --------- | ----------- | ----------- | --------- | --------- | ---------------- | ---------------- |
| Roger Rinderknecht | BMX, herrar | 39.618   | 23        | 18          | 4 q         | 19        | 7         | Gick inte vidare | Gick inte vidare |

## Fotboll
- Huvudartikel: Fotboll vid olympiska sommarspelen 2012

Herrar
Tränare: Pierluigi Tami
| Nr | Pos. | Namn                 | Födelsedatum (ålder)     | Matcher | Mål |           | Klubb          |
| -- | ---- | -------------------- | ------------------------ | ------- | --- | --------- | -------------- |
| 1  | MV   | Diego Benaglio*      | 8 september 1983 (28 år) | 1       | 0   | Tyskland  | Wolfsburg      |
| 2  | MF   | Xavier Hochstrasser* | 1 juli 1988 (24 år)      | 1       | 0   | Schweiz   | Luzern         |
| 3  | F    | Fabio Daprela        | 19 februari 1991 (21 år) | 1       | 0   | Italien   | Brescia        |
| 4  | MF   | Oliver Buff          | 3 augusti 1992 (19 år)   | 0       | 0   | Schweiz   | Zürich         |
| 5  | F    | François Affolter    | 13 mars 1991 (21 år)     | 1       | 0   | Tyskland  | Werder Bremen  |
| 6  | MF   | Alain Wiss           | 21 augusti 1990 (21 år)  | 1       | 0   | Schweiz   | Luzern         |
| 7  | A    | Innocent Emeghara    | 27 maj 1989 (23 år)      | 1       | 0   | Frankrike | Lorient        |
| 8  | MF   | Amir Abrashi         | 27 mars 1990 (22 år)     | 1       | 0   | Schweiz   | Grasshopper    |
| 9  | MF   | Fabian Frei          | 8 januari 1989 (23 år)   | 1       | 0   | Schweiz   | Basel          |
| 10 | MF   | Pajtim Kasami        | 2 juni 1992 (20 år)      | 1       | 0   | England   | Fulham FC      |
| 11 | A    | Admir Mehmedi        | 16 mars 1991 (21 år)     | 1       | 0   | Ukraina   | Dynamo Kyiv    |
| 12 | A    | Josip Drmić          | 8 augusti 1992 (19 år)   | 1       | 0   | Schweiz   | Zürich         |
| 13 | F    | Ricardo Rodríguez    | 25 augusti 1992 (19 år)  | 1       | 0   | Tyskland  | Wolfsburg      |
| 14 | A    | Steven Zuber         | 17 augusti 1991 (20 år)  | 1       | 0   | Schweiz   | Grasshopper    |
| 15 | F    | Timm Klose*          | 9 maj 1988 (24 år)       | 1       | 0   | Tyskland  | Nürnberg       |
| 16 | F    | Fabian Schär         | 20 december 1991 (20 år) | 1       | 0   | Schweiz   | Basel          |
| 17 | F    | Michel Morganella    | 17 maj 1989 (23 år)      | 1       | 0   | Italien   | Palermo        |
| 18 | MV   | Benjamin Siegrist    | 31 januari 1992 (20 år)  | 0       | 0   | England   | Aston Villa FC |

Gruppspel
| Nr | Lag      | S | V | O | F | GM | IM | MS | P |
| -- | -------- | - | - | - | - | -- | -- | -- | - |
| 1  | Mexiko   | 3 | 2 | 1 | 0 | 3  | 0  | +3 | 7 |
| 2  | Sydkorea | 3 | 1 | 2 | 0 | 2  | 1  | +1 | 5 |
| 3  | Gabon    | 3 | 0 | 2 | 1 | 1  | 3  | −2 | 2 |
| 4  | Schweiz  | 3 | 0 | 1 | 2 | 2  | 4  | −2 | 1 |

| 5 | 26 juli, 17:15 | Gabon U23 | 1 – 1 | Schweiz U23 | St James' Park, Newcastle |  |
|   |                |           |       |             |                           |  |
|   |                |           |       |             |                           |  |
|   |                |           |       |             |                           |  |

| 14 | 29 juli, 17:15 | Sydkorea U23 | 2 – 1 | Schweiz U23 | City of Coventry Stadium |  |
|    |                |              |       |             |                          |  |
|    |                |              |       |             |                          |  |
|    |                |              |       |             |                          |  |

| 21 | 1 augusti, 17:00 | Mexiko U23 | 1 – 0 | Schweiz U23 | Millennium Stadium, Cardiff |  |
|    |                  |            |       |             |                             |  |
|    |                  |            |       |             |                             |  |
|    |                  |            |       |             |                             |  |

## Friidrott
- Huvudartikel: Friidrott vid olympiska sommarspelen 2012

Förkortningar
- Notera – Placeringar gäller endast den tävlandes eget heat
- Q = Kvalificerade sig till nästa omgång via placering
- q = Kvalificerade sig på tid eller, i fältgrenarna, på placering utan att ha nått kvalgränsen
- NR = Nationellt rekord
- N/A = Omgången inte möjlig i grenen
- Bye = Idrottaren behövde inte delta i omgången

Herrar
Bana och väg
| Idrottare      | Gren       | Heat     | Heat      | Semifinal        | Semifinal        | Final            | Final            |
| Idrottare      | Gren       | Resultat | Placering | Resultat         | Placering        | Resultat         | Placering        |
| -------------- | ---------- | -------- | --------- | ---------------- | ---------------- | ---------------- | ---------------- |
| Kariem Hussein | 400 m häck | DNS      | DNS       | Gick inte vidare | Gick inte vidare | Gick inte vidare | Gick inte vidare |
| Viktor Röthlin | Maraton    | i.u.     | i.u.      | i.u.             | i.u.             | 2:12:48          | 11               |
| Reto Schenkel  | 200 m      | 20.98    | 7         | Gick inte vidare | Gick inte vidare | Gick inte vidare | Gick inte vidare |
| Alex Wilson    | 200 m      | 20.57    | 4 q       | 20.85            | 7                | Gick inte vidare | Gick inte vidare |

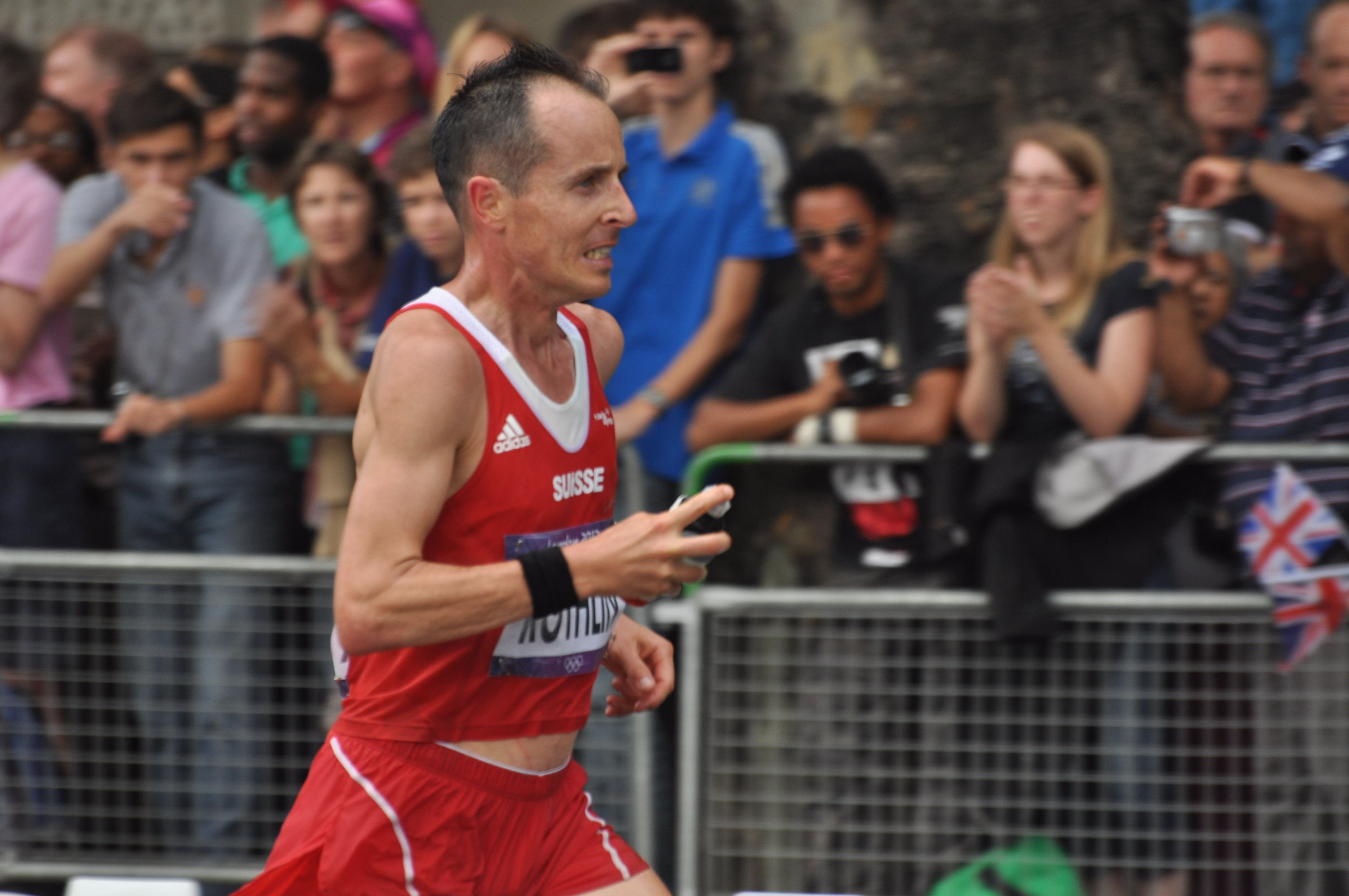
Viktor Röthlin i herrarnas maraton

Damer
Bana och väg
| Maja Neuenschwander                                          | Maraton    | i.u.  | i.u. | i.u.             | i.u.             | 2:34:50          | 53               |
| Lea Sprunger                                                 | 200 m      | 23.27 | 4    | Gick inte vidare | Gick inte vidare | Gick inte vidare | Gick inte vidare |
| Noemi Zbären                                                 | 100 m häck | 13.33 | 6    | Gick inte vidare | Gick inte vidare | Gick inte vidare | Gick inte vidare |
| Michelle Cueni Mujinga Kambundji Ellen Sprunger Lea Sprunger | 4 x 100 m  | 43.54 | 7    | i.u.             | i.u.             | Gick inte vidare | Gick inte vidare |

*4×100 m stafett, reserver: Jacqueline Gasser och Clélia Reuse
Fältgrenar
| Idrottare      | Gren      | Kval  | Kval      | Final            | Final            |
| Idrottare      | Gren      | Längd | Placering | Längd            | Placering        |
| -------------- | --------- | ----- | --------- | ---------------- | ---------------- |
| Nicole Büchler | Stavhopp  | 4.25  | 25        | Gick inte vidare | Gick inte vidare |
| Irene Pusterla | Längdhopp | 6.20  | 25        | Gick inte vidare | Gick inte vidare |

Kombinerade grenar – sjukamp
| Idrottare      | Gren     | 100H  | HJ   | SP    | 200 m | LJ   | JT    | 800 m   | Final | Placering |
| -------------- | -------- | ----- | ---- | ----- | ----- | ---- | ----- | ------- | ----- | --------- |
| Ellen Sprunger | Resultat | 13.35 | 1.71 | 12.62 | 23.59 | 5.88 | 45.63 | 2:17.54 | 6107  | 19        |
| Ellen Sprunger | Poäng    | 1072  | 867  | 702   | 1020  | 813  | 776   | 857     | 6107  | 19        |

## Fäktning
- Huvudartikel: Fäktning vid olympiska sommarspelen 2012

Herrar
| Idrottare     | Gren                | Omgång 1               | Omgång 2              | Omgång 3          | Kvartsfinal       | Semifinal         | Final / BM        | Final / BM       |
| Idrottare     | Gren                | Motståndare Poäng      | Motståndare Poäng     | Motståndare Poäng | Motståndare Poäng | Motståndare Poäng | Motståndare Poäng | Placering        |
| ------------- | ------------------- | ---------------------- | --------------------- | ----------------- | ----------------- | ----------------- | ----------------- | ---------------- |
| Max Heinzer   | Värja, individuellt | Inostroza (CHI) W 15–2 | Limardo (VEN) L 11–15 | Gick inte vidare  | Gick inte vidare  | Gick inte vidare  | Gick inte vidare  | Gick inte vidare |
| Fabian Kauter | Värja, individuellt | BYE                    | Borel (FRA) L 11–15   | Gick inte vidare  | Gick inte vidare  | Gick inte vidare  | Gick inte vidare  | Gick inte vidare |

Damer
| Idrottare        | Gren                | Omgång 1          | Omgång 2                | Omgång 3             | Kvartsfinal       | Semifinal         | Final / BM        | Final / BM       |
| Idrottare        | Gren                | Motståndare Poäng | Motståndare Poäng       | Motståndare Poäng    | Motståndare Poäng | Motståndare Poäng | Motståndare Poäng | Placering        |
| ---------------- | ------------------- | ----------------- | ----------------------- | -------------------- | ----------------- | ----------------- | ----------------- | ---------------- |
| Tiffany Geroudet | Värja, individuellt | BYE               | Piekarska (POL) W 15–14 | Sun Yj (CHN) L 10–15 | Gick inte vidare  | Gick inte vidare  | Gick inte vidare  | Gick inte vidare |

## Gymnastik
- Huvudartikel: Gymnastik vid olympiska sommarspelen 2012

### Artistisk
Herrar
| Idrottare       | Gren     | Kval    | Kval    | Kval    | Kval    | Kval    | Kval    | Kval   | Kval      | Final   | Final   | Final   | Final   | Final   | Final   | Final  | Final     |
| Idrottare       | Gren     | Redskap | Redskap | Redskap | Redskap | Redskap | Redskap | Totalt | Placering | Redskap | Redskap | Redskap | Redskap | Redskap | Redskap | Totalt | Placering |
| Idrottare       | Gren     | F       | PH      | R       | V       | PB      | HB      | Totalt | Placering | F       | PH      | R       | V       | PB      | HB      | Totalt | Placering |
| --------------- | -------- | ------- | ------- | ------- | ------- | ------- | ------- | ------ | --------- | ------- | ------- | ------- | ------- | ------- | ------- | ------ | --------- |
| Claudio Capelli | Mångkamp | 14.766  | 14.133  | 14.133  | 15.200  | 14.600  | 14.766  | 87.598 | 19 Q      | 14.866  | 14.366  | 14.166  | 14.566  | 14.850  | 14.500  | 87.314 | 17        |

Damer
| Idrottare          | Gren     | Kval    | Kval    | Kval    | Kval    | Kval   | Kval      | Final   | Final   | Final   | Final   | Final  | Final     |
| Idrottare          | Gren     | Redskap | Redskap | Redskap | Redskap | Totalt | Placering | Redskap | Redskap | Redskap | Redskap | Totalt | Placering |
| Idrottare          | Gren     | F       | V       | UB      | BB      | Totalt | Placering | F       | V       | UB      | BB      | Totalt | Placering |
| ------------------ | -------- | ------- | ------- | ------- | ------- | ------ | --------- | ------- | ------- | ------- | ------- | ------ | --------- |
| Giulia Steingruber | Mångkamp | 12.900  | 14.783  | 13.266  | 13.766  | 54.715 | 23 Q      | 15.116  | 13.600  | 14.166  | 13.266  | 56.148 | 14        |

## Judo
| Idrottare          | Gren                           | 32-delsfinal         | Sextondelsfinal             | Åttondelsfinal       | Kvartsfinal          | Semifinal            | Återkval             | Bronsmatch           | Final                | Final            |
| Idrottare          | Gren                           | Motståndare Resultat | Motståndare Resultat        | Motståndare Resultat | Motståndare Resultat | Motståndare Resultat | Motståndare Resultat | Motståndare Resultat | Motståndare Resultat | Placering        |
| ------------------ | ------------------------------ | -------------------- | --------------------------- | -------------------- | -------------------- | -------------------- | -------------------- | -------------------- | -------------------- | ---------------- |
| Ludovic Chammartin | Extra lättvikt (-60 kg) Herrar | BYE                  | Choi G-H (KOR) L 0000–0001  | Gick inte vidare     | Gick inte vidare     | Gick inte vidare     | Gick inte vidare     | Gick inte vidare     | Gick inte vidare     | Gick inte vidare |
| Juliane Robra      | Mellanvikt (-70 kg) Damer      | i.u.                 | Hwang Y-S (KOR) L 0002–0011 | Gick inte vidare     | Gick inte vidare     | Gick inte vidare     | Gick inte vidare     | Gick inte vidare     | Gick inte vidare     | Gick inte vidare |

## Kanotsport
Slalom
| Kanotist      | Gren                | Omgång 1 | Omgång 1  | Omgång 1 | Omgång 1  | Omgång 1 | Omgång 1  | Semifinal                 | Semifinal                 | Final                     | Final                     |
| Kanotist      | Gren                | Omgång 1 | Placering | Omgång 2 | Placering | Bästa    | Placering | Tid                       | Placering                 | Tid                       | Placering                 |
| ------------- | ------------------- | -------- | --------- | -------- | --------- | -------- | --------- | ------------------------- | ------------------------- | ------------------------- | ------------------------- |
| Michael Kurt  | Herrarnas K1 slalom | 88.14    | 3         | 88.48    | 5         | 88.14    | 6 Q       | 147.35                    | 13                        | Gick inte vidare          | Gick inte vidare          |
| Elise Chabbey | Damernas K1 slalom  | 162.92   | 17        | 126.46   | 18        | 126.46   | 20        | Gick inte vidare – Report | Gick inte vidare – Report | Gick inte vidare – Report | Gick inte vidare – Report |

## Konstsim
| Idrottare                    | Gren           | Teknisk rutin | Teknisk rutin | Fri rutin (inledande) | Fri rutin (inledande)  | Fri rutin (inledande) | Fri rutin (final) | Fri rutin (final)      | Fri rutin (final) |
| Idrottare                    | Gren           | Poäng         | Placering     | Poäng                 | Totalt (teknisk + fri) | Placering             | Placering         | Totalt (teknisk + fri) | Placering         |
| ---------------------------- | -------------- | ------------- | ------------- | --------------------- | ---------------------- | --------------------- | ----------------- | ---------------------- | ----------------- |
| Pamela Fischer Anja Nyffeler | Damernas duett | 81.200        | 20            | 82.120                | 163.320                | 20                    | Gick inte vidare  | Gick inte vidare       | Gick inte vidare  |

## Ridsport

### Hoppning
| Tävlande       | Häst                | Kvalifikation | Kvalifikation | Kvalifikation | Kvalifikation | Kvalifikation | Kvalifikation | Kvalifikation | Kvalifikation | Final           | Final           | Final           | Final           | Final           | Total     |
| Tävlande       | Häst                | Runda 1       | Runda 1       | Runda 2       | Runda 2       | Runda 2       | Runda 3       | Runda 3       | Runda 3       | Runda A         | Runda A         | Runda B         | Runda B         | Runda B         | Total     |
| Tävlande       | Häst                | Straff        | Placering     | Straff        | Total         | Placering     | Straff        | Total         | Placering     | Straff          | Placering       | Straff          | Totalt          | Placering       | Placering |
| -------------- | ------------------- | ------------- | ------------- | ------------- | ------------- | ------------- | ------------- | ------------- | ------------- | --------------- | --------------- | --------------- | --------------- | --------------- | --------- |
| Steve Guerdat  | Nino des Buissonets | 0             | 1             | 4             | 4             | 17            | 4             | 8             | 11            | 0               | 1               | 0               | 0               | 1               | 1         |
| Paul Estermann | Castlefield Eclipse | 0             | 1             | 0             | 0             | 1             | 8             | 8             | 11            | 5               | 20              | 5               | 10              | 17              | 17        |
| Werner Muff    | Kiamon              | 0             | 1             | 4             | 4             | 17            | 12            | 16            | 33            | Ej kvalificerad | Ej kvalificerad | Ej kvalificerad | Ej kvalificerad | Ej kvalificerad | 33        |
| Pius Schwizer  | Carlina IV          | 8             | 60            | 0             | 8             | 31            | 0             | 8             | 11            | 1               | 7               | 8               | 9               | 12              | 12        |

| Tävlande                                               | Häst     | Runda 1 | Runda 1   | Runda 2 | Runda 2   | Placering |
| Tävlande                                               | Häst     | Straff  | Placering | Straff  | Placering | Placering |
| ------------------------------------------------------ | -------- | ------- | --------- | ------- | --------- | --------- |
| Steve Guerdat Paul Estermann Werner Muff Pius Schwizer | som ovan | 4       | 2         | 12      | 4         | 4         |

## Rodd
Herrar
| Idrottare                                                        | Gren                        | Heat    | Heat      | Återkval | Återkval  | Semifinal | Semifinal | Final   | Final     | Final |
| Idrottare                                                        | Gren                        | Tid     | Placering | Tid      | Placering | Tid       | Placering | Tid     | Placering |       |
| ---------------------------------------------------------------- | --------------------------- | ------- | --------- | -------- | --------- | --------- | --------- | ------- | --------- | ----- |
| Augustin Maillefer Nico Stahlberg Florian Stofer André Vonarburg | Scullerfyra                 | 5:45,13 | 4 R       | 5:44,90  | 3 SA/B    | 6:19,64   | 6 FB      | 6:04,37 | 12        |       |
| Mario Gyr Simon Niepmann Simon Schürch Lucas Tramèr              | Lättvikts-fyra utan styrman | 5:53,56 | 1 SA/B    | BYE      | BYE       | 6:00,97   | 2 FA      | 6:09,30 | 5         |       |

## Segling
Herrar
| Seglare                          | Gren    | Lopp | Lopp | Lopp | Lopp | Lopp | Lopp | Lopp | Lopp | Lopp | Lopp | Lopp | Summerad poäng | Finalplacering |
| Seglare                          | Gren    | 1    | 2    | 3    | 4    | 5    | 6    | 7    | 8    | 9    | 10   | M*   | Summerad poäng | Finalplacering |
| -------------------------------- | ------- | ---- | ---- | ---- | ---- | ---- | ---- | ---- | ---- | ---- | ---- | ---- | -------------- | -------------- |
| Richard Stauffacher              | RS:X    | 10   | 21   | 14   | 15   | 6    | 18   | 20   | 8    | 10   | 12   | 14   | 127            | 10             |
| Yannick Brauchli Romuald Hausser | 470     | 11   | 16   | 18   | 22   | 14   | 12   | 12   | 7    | 23   | 7    | EL   | 119            | 16             |
| Flavio Marazzi Enrico De Maria   | Starbåt | 13   | 8    | 11   | 9    | 15   | 7    | 10   | 13   | 15   | 16   | EL   | 102            | 13             |

M = Medaljlopp; EL = Eliminerad – gick inte vidare till medaljloppet;
Damer
| Seglare          | Gren         | Lopp | Lopp | Lopp | Lopp | Lopp | Lopp | Lopp | Lopp | Lopp | Lopp | Lopp | Summerad poäng | Finalplacering |
| Seglare          | Gren         | 1    | 2    | 3    | 4    | 5    | 6    | 7    | 8    | 9    | 10   | M*   | Summerad poäng | Finalplacering |
| ---------------- | ------------ | ---- | ---- | ---- | ---- | ---- | ---- | ---- | ---- | ---- | ---- | ---- | -------------- | -------------- |
| Nathalie Brugger | Laser radial | 13   | 25   | 18   | 14   | 15   | 10   | BFD  | 14   | 10   | 16   | EL   | 135            | 14             |

M = Medaljlopp; EL = Eliminerad – gick inte vidare till medaljloppet;

## Tennis
| Spelare                          | Gren       | Omgång 1                    | Omgång 2                                     | Åttondelsfinaler                        | Kvartsfinaler               | Semifinaler                            | Final / BM                     | Final / BM       |
| Spelare                          | Gren       | Motståndare Poäng           | Motståndare Poäng                            | Motståndare Poäng                       | Motståndare Poäng           | Motståndare Poäng                      | Motståndare Poäng              | Placering        |
| -------------------------------- | ---------- | --------------------------- | -------------------------------------------- | --------------------------------------- | --------------------------- | -------------------------------------- | ------------------------------ | ---------------- |
| Roger Federer                    | Herrsingel | Falla (COL) W 6–3, 5–7, 6–3 | Benneteau (FRA) W 6–2, 6–2                   | Istomin (UZB) W 7–5, 6–3                | Isner (USA) W 6–4, 7–6(7–5) | del Potro (ARG) W 3–6, 7–6(7–5), 19–17 | A Murray (GBR) L 2–6, 1–6, 4–6 | 2                |
| Stanislas Wawrinka               | Herrsingel | A Murray (GBR) L 3–6, 3–6   | Gick inte vidare                             | Gick inte vidare                        | Gick inte vidare            | Gick inte vidare                       | Gick inte vidare               | Gick inte vidare |
| Roger Federer Stanislas Wawrinka | Herrdubbel | i.u.                        | Nishikori / Soeda (JPN) W 6–7(5–7), 6–4, 6–4 | Erlich / Ram (ISR) L 6–1, 6–7(5–7), 3–6 | Gick inte vidare            | Gick inte vidare                       | Gick inte vidare               | Gick inte vidare |

## Triathlon
| Triathlet     | Gren                | Simning (1,5 km) | Trans 1 | Cykling (40 km) | Trans 2 | Löpning (10 km) | Total tid | Placering |
| ------------- | ------------------- | ---------------- | ------- | --------------- | ------- | --------------- | --------- | --------- |
| Sven Riederer | Herrarnas triathlon | 17:22            | 0:39    | 58:52           | 0:30    | 30:23           | 1:47:46   | 8         |
| Ruedi Wild    | Herrarnas triathlon | 18:28            | 0:42    | 59:17           | 0:28    | 32:15           | 1:51:10   | 39        |
| Daniela Ryf   | Damernas triathlon  | 19:49            | 0:51    | 1:08:28         | 0:31    | 36:58           | 2:06:37   | 40        |
| Nicola Spirig | Damernas triathlon  | 19:24            | 0:40    | 1:05:33         | 0:30    | 33:41           | 1:59:48   | 1         |